# أندرو كروزير
أندرو كروزيّر (بالإنجليزية: Andrew Crozier)‏ هو شاعر بريطاني، ولد في 26 يوليو 1943، وتوفي في 3 أبريل 2008.